# Michał Kwapiszewski
Michał Kwapiszewski (ur. 15 sierpnia 1884 w Gorłówce, zm. 25 marca 1981 w Catonsville, Maryland, USA) – dyplomata II Rzeczypospolitej.

## Życiorys
W służbie dyplomatycznej II Rzeczypospolitej od 24 maja 1919 jako radca legacyjny w poselstwie RP w Waszyngtonie. Od 5 sierpnia 1922 pełnił obowiązki chargé d’affaires ad interim, 1 sierpnia 1923 przeniesiony do centrali Ministerstwa Spraw Zagranicznych, do 1 listopada 1924 (pomijając krótkie oddelegowanie do Ministerstwa Przemysłu i Handlu) kierował referatem w Departamencie Politycznym MSZ. 
Od 1 listopada 1924 do 31 marca 1927 r. chargé d’affaires w Norwegii. Od 1 kwietnia 1927 do 11 lutego 1928 ponownie w centrali MSZ i - czasowo - w Ministerstwie Skarbu. Od 11 lutego 1928  do 31 stycznia 1929 chargé d’affaires RP w Królestwie Serbów, Chorwatów i Słoweńców. 1 lutego 1929 mianowany konsulem generalnym RP w Kapsztadzie.  Odwołany z placówki 1 września 1931 i przeniesiony w stan rozporządzalności. 10 lutego 1932 powołany w skład delegacji RP przy Lidze Narodów, 1 kwietnia 1932 mianowany radcą ministerialnym z jednoczesnym zwolnieniem ze służby państwowej. 
Do służby dyplomatycznej powrócił 1 grudnia 1939, został mianowany I radcą Ambasady RP w Waszyngtonie, w randze ministra pełnomocnego. Po dymisji ambasadora Jerzego Potockiego, od 15 grudnia 1940 do 6 marca 1941 kierował ambasadą jako chargé d’affaires ad interim, po czym do 5 lipca 1945 (cofnięcie uznania Rządowi RP na uchodźstwie przez USA) był nadal I radcą ambasady. 
Pozostał na uchodźstwie w Stanach Zjednoczonych, do 1960 pracował w Bibliotece Kongresu w Waszyngtonie.

## Ordery i odznaczenia
- Krzyż Oficerski Orderu Odrodzenia Polski (7 listopada 1925)[1]